# Bárðarbunga
A Bárðarbunga (IPA-kiejtés: ˈbaurðarbuŋka, speciális karaktereket nem használó írásmóddal: Bardarbunga) egy szubglaciális sztratovulkán a Vatnajökull gleccser északnyugati része alatt, ami Izland legkiterjedtebb gleccsere.

## Leírása
Izland második legmagasabb hegye; kiterjedése szerint a legnagyobb: hosszúsága közelítőleg 190 km, szélessége 25 km. A Vatnajökull Természetvédelmi Parkban található, Izland délkeleti részén.
A kaldera nagyjából 80 négyzetkilométer területű, 10 km széles és mintegy 700 m mélységű. A vulkánt teljes egészében jég borítja, a kaldera fölött mintegy 850 m vastagságban. Aktív vulkánnak számít, jellemzője a robbanásszerű, bazaltos kitörés, VEI=3…4, időnként VEI=5…6 erősséggel. Egy esetleges magmakitörés a kalderától akár 100 km-es távolságon belül bárhol előfordulhat.
A Bardarbunga egy kevéssé ismert tűzhányó, hatalmas méreteit csak 1973-ban ismerték fel egy műholdas felvételen, ami 800 km magasságból készült. Tanulmányok szerint olyan tefra rétegek, amikről azt hitték, hogy más vulkánoktól erednek, valójában a Bardarbunga kitöréseiből származnak.
2014-ben növekvő aktivitásával hívta fel magára a figyelmet. Meg kell jegyezni, hogy a Bardarbunga sokkal nagyobb, mint a Eyjafjallajökull tűzhányó, aminek 2010-es kitörése miatt Európában korlátozni kellett a légiközlekedést.
Közelében lévő, kitörés miatt érintett repülőterek lehetnek: Keflavík 260 km, Reykjavík 220 km, Akureyri 115 km, Egilsstaðir 155 km.

## Aktivitása
Ismert története során 250–600 évente produkált nagyobb kitörést, a legutóbbi feljegyzett eset 1862–1864-ben volt.

### 2014
2014 augusztusában a 48 órán belül történt kisebb földrengések száma 1600-ra emelkedett, augusztus 23-án a nemzetközi repülési tilalmat jelző skálán piros riasztást adtak ki, ami a legmagasabb fokozat és „folyamatban lévő kitörés”-t jelez. Augusztus 24-én ezt narancs riasztásra mérsékelték (=„kitörés várható”). Mindeddig az izlandi repülőtereket még nem zárták le és a légiforgalom aktív maradt.
2014 szeptember elsején a narancs riasztást ismét vörösre emelték, mert mintegy 1800 méter hosszan megkezdődött a hasadékvulkáni kitörés. A francia Maxisciences folyóirat jelentése szerint:

reggel kb. 8 órakor (CET) a vulkán aktivitása ismét megerősödött, amint az idézett folyóirat képe mutatja. 
A kalderában már több 5-ös erősségű földrengés történt, ami 1996 óta a legerősebb Bardarbunga térségében.
Október 1-ig a kitörés miatt több kén-dioxid került a levegőbe, mint bármely más izlandi vulkán esetén, a megelőző néhány száz év alatt, és a kitörés nem mutatja a leállás jeleit. A légkörben a gáz koncentrációja az ország nagy részén elérte az egészségre káros határértéket, beleértve Reykjavíkot is. Jellemző tünet a fájdalom a szemben és a torokban, emiatt sporteseményeket halasztottak el. A kitörés miatt a lávamező területe napi 1,5 km²-rel nő, és összterülete megfelel Manhattan területének. A láva vastagságát 20 m-re becslik. Az olvadt szikladarabok olyan magasra repülnek fel, mint a New York-i Szabadságszobor, ami 93 m magas. A jelenlegi kitörés Holuhraun lávamezőn történik, ez 45 km távolságra van a krátertől, ahol a kitörés várható volt. Nagyobb kitörés lehetősége továbbra is fennáll.

## Veszélyek
Közvetlen veszélyt az esetleges kitöréssel kifolyó lávafolyás, a levegőbe kerülő porrészecskék, és a forró magma miatt elolvadó jégrétegből keletkező jeges, iszapos áradások (jökulhlaup) jelentenek. Vízerőmű is veszélyben van, ami miatt Izland energiaellátása szenvedhet zavart.
- A kitöréstől számított 30 km-en belül:

nincs állandó település
tefra-hullás: 20…1000 cm vastagságban
erős kitörés alatt a szárazföldi közlekedés lehetetlen
rádiókommunikáció: erősen zavart, vagy megszűnik
energiaellátás: zavart szenved, vagy megszűnik
teljes sötétség órákon keresztül
jeges, iszapos áradások (jökulhlaup) intenzitása: 5000-10 000 m3/s
légzési problémák
a növényzet pusztulása
- Közepes távolságban:

teljes sötétség órákon keresztül a tefra-hullás miatt
közlekedési és rádiókommunikációs zavarok
jeges, iszapos áradások (jökulhlaup) a gleccsereknél
légzési problémák
a növényzet pusztulása
- Nagyobb távolságban:

hamufelhők a légiközlekedési útvonalakon, ami veszélyezteti a repülőgépek hajtóműveit, következmény: a légi járatok törlése Európa nagy részén és az Európa-USA viszonylatokon
aeroszol-felhők kéntartalommal